# Geauga Lake & Wildwater Kingdom
Koordinaten: 40° 11′ 0″ N, 82° 42′ 0″ W
Geauga Lake & Wildwater Kingdom war ein US-amerikanischer Freizeitpark in Aurora, Ohio, der 1889 als Geauga Lake eröffnet wurde. Nach der Übernahme des Parks durch Six Flags wurde der Park im Jahr 2000 unter dem Namen Six Flags Ohio und von 2001 bis 2003 unter dem Namen Six Flags Worlds of Adventure betrieben. Der Park wurde später an Cedar Fair Entertainment Company verkauft, die ihn 2004 wieder in Geauga Lake umbenannten. Von 2005 bis zu dessen Schließung 2007 hieß der Park dann Geauga Lake & Wildwater Kingdom.

## Achterbahnen
| Name                  | Typ                                                 | Hersteller                        | Eröffnung         | Schließung        |
| --------------------- | --------------------------------------------------- | --------------------------------- | ----------------- | ----------------- |
| Beaver Land Mine Ride | Familienachterbahn                                  | Zierer                            | 2000              | 2007              |
| Big Dipper            | Holzachterbahn                                      | unbekannt                         | 1925              | 2007              |
| Corkscrew             | Stahlachterbahn mit Inversionen                     | Arrow Dynamics                    | 1978              | 1995              |
| Cyclone               | Stahlachterbahn ohne Inversion                      | Pinfari                           | 1976              | 1980              |
| Dominator             | Floorless Coaster                                   | Bolliger & Mabillard              | 2000              | 2007              |
| Double Loop           | Stahlachterbahn mit Inversionen                     | Arrow Dynamics                    | 1977              | 2007              |
| Head Spin             | Shuttle Coaster                                     | Vekoma                            | 1996              | 2007              |
| Little Dipper         | Holzachterbahn, Familienachterbahn                  | National Amusement Device Company | zw. 1952 und 1962 | 1975              |
| Raging Wolf Bobs      | Holzachterbahn                                      | Dinn Corporation                  | 1988              | 2007              |
| Steel Venom           | Inverted Coaster, Shuttle Coaster, Launched Coaster | Intamin                           | 2000              | 2006              |
| Thunderhawk           | Inverted Coaster                                    | Vekoma                            | 1998              | 2007              |
| Villain               | Hybrid Coaster, Holzachterbahn                      | Custom Coasters International     | 2000              | 2007              |
| Wild Mouse            | Wilde Maus, Hybrid Coaster                          | B. A. Schiff & Associates         | vermutlich 1958   | vermutlich 1970er |
| X-Flight              | Flying Coaster                                      | Vekoma                            | 2001              | 2006              |